# Ablaktiranje
Ablaktiranje (lat. ablactatio, »dojenje«) metoda je heterovegetativnog razmnožavanja, koja se još naziva i kalemljenje priljubljivanjem, predstavlja pandan postrizogenim metodama autovegetativnog razmnožavanja, jer se plemke spajaju s podlogom dok su na vlastitom korijenu, koji ih doji do srastanja s podlogom, a veza se prekida tek poslije srastanja podloge i plemke.

## Izvedba
Oko matične biljke sade se podloge, sjetvom ili se posude s podlogama ukopaju u zemlju oko matične biljke. Ako se kalemi u krunu potrebno je napraviti stalke za podloge koje se raspoređuju oko stabla plemke, ili je plemka na stalku, ako su podloge u zemlji. Na pogodnoj grani matične biljke odabrane za plemku, načini se uzdužni elipsoidni rez 4 – 6 cm dužine. Identičan rez se načini na stablu podloge na istoj visini. Oba reza priljubljuju se jedan uz drugi, kambijum na kambijum, uvezuju i premazuju kalemarskim voskom. Poznate su i različite inačice ablaktiranja u pogledu reza. Kalemljenje je najbolje obaviti krajem zime ili u rano proljeće, ali može i tijekom cijele godine.
Poslije srastanja, što se vidi po obrazovanju kalusa na spoju, jakom debljanju ili razrastanju plemke, plemka se oštrim nožem odsiječe ispod mjesta spajanja. Istovremeno se prevršuje podloga iznad mesta spoja. Ove presjeke treba premazati kalemarskim voskom.